# مینیتوناس
مینیتوناس (به انگلیسی: Minitonas) یک منطقهٔ مسکونی در کانادا است که در منیوبا واقع شده‌است. مینیتوناس ۵۲۲ نفر جمعیت دارد.